# Puente del Aire (Merindad de Valdivielso)
El puente del Aire es un patrimonio arquitectónico del siglo XV que está localizado en Merindad de Valdivielso (provincia de Burgos, España. Atraviesa el río Mazorra (afluente del río Ebro). Sobre el barranco de la Mazorra en la carretera de Valdenoceda. Se trata de una obra sencilla ligada a las formas góticas de uso público. Con un tipo de registro catastral rústico.
El Puente el Aire pasa de una orilla a otra por la N-232, que une Vinaroz (Castellón) con Santander.

## Historia
En la segunda mitad del siglo el camino Burgos-Bercedo se implantaba sobre el de la Horadada y Medina por lo que era necesario la construcción de un puente para separarlos. 
La existencia de este puente garantiza que durante el medievo ejerció en la zona septentrional en Burgos con numerosas poblaciones y un prolongado tránsito de mercancías. En el siglo XIX se actuó en su fábrica para integrarlo con los bienes contemporáneos. Todo se ha respetado durante el siglo XXI, cuando se realizaron algunas operaciones en este puente. Las operaciones contemporánea llevadas a cabo además de fortalecerlo lo han ampliado para adaptado a las necesidades de este eje viario.

## Descripción técnica
De una longitud de 65.000 metros, una máxima altura de 10’60 metros y una anchura de 9’30 metros. Se caracteriza por su diseño ojival, con una bóveda y tímpanos de sillería y un extenso viaducto de mampostería como la baranda. Su vano consigue una luz de 4’60 metros.

## Descripción tipológica
Puente de sillería y mampuesto con único vano, contrafuertes y varios refuerzos de hormigón. De estilo gótico.

## Ruta
Se puede realizar un ruta que pasa por el puente de hormigón del Ebro, desviándonos hacia la izquierda encontraremos una pradera donde pastan caballos y vacas tranquilamente. Al rodear esta pradera llegaremos al Desfiladero de los Hocinos por un sendero en cual estaremos rodeados de chopos, robles, etc. Al avanzar llegaremos al puente del Aire donde encontraremos una serie de bancos, mesas y barbacoas donde merendar.